# Коломієць Петро Григорович
Петро́ Григо́рович Коломі́єць (* 9 листопада 1943, с. Гибалівка) — український підприємець, заступник голови правління ВАТ «Укртранснафта» в м. Києві. «Заслужений будівельник України» (2001). Лауреат загальноукраїнського рейтингу професійних досягнень «Лідер України» (2004).
Депутат трьох скликань Прилуцької міської ради народних депутатів Чернігівської області. Голова постійно діючої депутатської комісії з питань будівництва, земельних відносин, охорони навколишнього середовища.

## Життєпис
Народився 19 листопада 1943 року в селі Гибалівка Шаргородського району Вінницької області у селянській родині.
Батько загинув на фронті 1944 року на другій світовій війні. Мати була колгоспницею, померла в 1966 році. Після служби в армії Петро вступив до Остерського будівельного технікуму і здобув професію будівельника. В 1988 році здобув вищу освіту.
Після цього працював у районному виконавчому комітеті м. Чернігова, потім — в Управлінні виробничої комплектації, а з 1975 р. — в Будівельному управлінні № 1 фірми «Укргазбуд», на якому пройшов шдях від рядового працівника-будівельника до директора будівельного управління. З 1991 року по жовтень 2006 року очолював колектив найпотужнішого будівельного підприємства Чернігівської області.
За роки своєї професійної діяльності брав участь у будівництві ряду магістральних трубопроводів, які проходять територією України в Європу (нафтопровід «Дружба», газопроводи Дашава — Київ, Тула — Шостка — Київ, Уренгой — Помари — Ужгород, Ананьєв — Тирасполь — Ізмаїл, Ямал — Європа (територією Білорусі), Ямал — Західний кордон та багато інших), в облаштуванні об'єктів нафтової галузі, житлового, промислового будівництва та соцкультпобуту; допомагав у будівництві та реконструкції культових споруд Православної віри в Україні.
12 липня 2008 року нагороджений орденом преподобного Нестора Літописця ІІІ ступеня.
Помер 28 квітня 2019 року